# ترانه جوانبخت
ترانه جوانبخت سامانی (زادهٔ ۲۲ اردیبهشت ۱۳۵۳ در تهران) پژوهشگر، شاعر و نویسنده ایرانی است.

## زندگی
ترانه جوانبخت در ۲۲ اردیبهشت ۱۳۵۳ در تهران متولد شد. تحصیلات ابتدایی و متوسطه را در تهران گذرانید. پس از اخذ کارشناسی شیمی از دانشگاه شهید بهشتی در سال ۱۳۷۵، برای ادامهٔ تحصیل به پاریس رفت و موفق به اخذ کارشناسی ارشد شیمی در سال ۱۳۷۷ و دکترای شیمی از دانشگاه پیر و ماری کوری در سال ۱۳۸۱ شد. موضوع تحقیقات و پایان‌نامهٔ اولین کارشناسی ارشد او در زمینهٔ فیزیک بود. او سپس به کانادا مهاجرت کرد و در مونترآل زندگی می‌کند. او در سال ۱۳۹۰ دومین کارشناسی ارشد خود را در زیست‌شناسی از دانشگاه کبک در مونترآل دریافت کرد. موضوع تحقیقات و پایان‌نامهٔ سومین کارشناسی ارشد او از دانشگاه کبک در مونترآل در زمینهٔ فلسفه بود. او محقق دانشگاه مونترآل و پلی‌تکنیک مونترال است و به کار تحقیقات و تدریس در این دانشگاه اشتغال دارد.
از ترانه جوانبخت ۹ کتاب شعر، ۲ کتاب داستان، ۱ کتاب اجتماعی ـ فلسفی، ۱ کتاب موسیقی، ۳ اثر ترجمه چاپ شده است.
آثار ترانه جوانبخت مورد نقد و بررسی قرار گرفته و چند شعر او در نشریات چاپ شده است.